# تطبیق و بازتأیید جنسیت

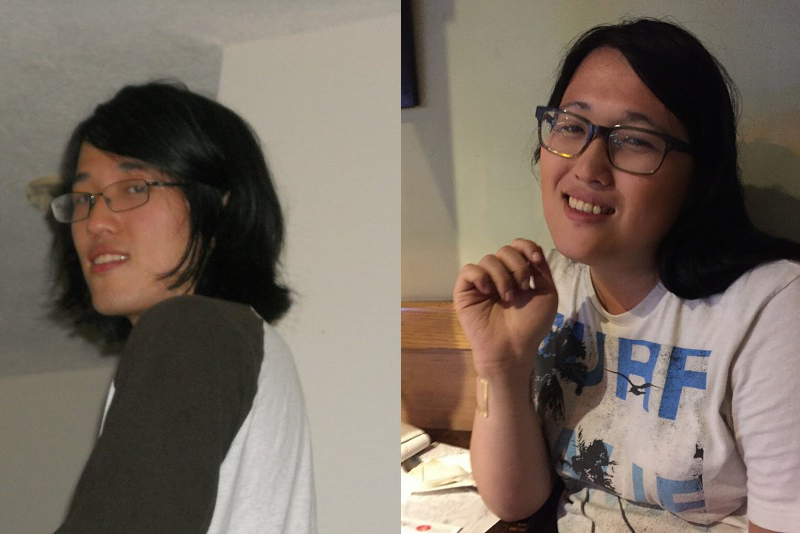
مقایسه ظاهر یک زن ترنس قبل از دریافت هورمون (چپ) و پس از ۲ سال دریافت هورمون (راست)

تطبیق و بازتأیید جنسیت (به انگلیسی: Sex reassignment therapy) یا (SRT) جنبه پزشکی گذار جنسیت است. ایجاد تغییراتی در ویژگی‌های جسمی و بیولوژیکی فرد برای نزدیک شدن به هویت جنسیتی دلخواه که می تواند شامل جایگزینی هورمون جنسی برای اصلاح صفات ثانویه جنسی، جراحی تطبیق و بازتأیید جنسیت برای تغییر خصوصیات جنسی و سایر روش‌های تغییر شکل ظاهری، از جمله حذف دائمی موهای بدن برای زنان ترنس باشد. در موارد آشفتگی جنسیتی شدید که مورد بررسی قرار گرفته‌اند، تطبیق و بازتایید جنسیت بهترین پاسخ خواهد بود.

## واجدین
در نسخه پنجم از جزوه راهنمای تشخیصی و آماری روانی(DSM) این موضوع با عنوان آشفتگی جنسیتی طبقه‌بندی شده‌است(نه به‌عنوان اختلال). با این وجود بسیاری از افرادی که آشفتگی جنسیتی را تجربه می‌کنند، تمایلی به انجام همه یا بعضی از روش‌های تطبیق و بازتایید جنسیت ندارند، به ویژه جراحی اندام جنسی.
استاندارد عمومی برای تشخیص و درمان آشفتگی جنسیتی توسط WPATH (انجمن حرفه‌ای و جهانی بهداشت تراجنسیتی) آورده شده‌است. مطابق با آن آشفتگی جنسیتی به ناراحتی یا پریشانی ناشی از ناسازگاری بین هویت جنسیتی و جنسیت انتسابی پس از تولد گفته می‌شود. فقط برخی از افراد ناسازگار جنسیتی در مرحله‌ای از زندگی خود دچار آشفتگی جنسیتی می شوند، در واقع عدم انطباق جنسیتی به معنای آشفتگی جنسیتی نیست و بنا بر استانداردهای مراقبتی نیاز به درمان پزشکی ندارد.
مدل رضایت آگاهانه یک گزینه جایگزین برای روش استاندارد WPATH است، در این روش فرد برای تطبیق جنسیت نیازی به تایید پزشکی و انجام ارزیابی‌های سلامت روان ندارد. رویکرد رضایت آگاهانه شامل گفتگو بین ارائه‌دهنده خدمت پزشکی و شخص به دنبال کمک پزشکی در مورد جزئیات، خطرات، نتایج، تحقیقات علمی و چگونگی ارائه کمک پزشکی است که می تواند به تصمیم گیری فرد کمک کند.
در کشورهای مختلف از استانداردها و روش‌های مختلف تعریف شده‌است.

## روان‌درمانی
در حالی که ارزیابی بهداشت روان توسط استانداردهای مراقبت لازم است اما روان‌درمانی یک الزام نیست، هرچند که بسیار توصیه می‌شود. برخی از افراد ترنس ممکن است از بیماری‌های روانی همزمان رنج ببرند که ارتباطی با آشفتگی جنسیتی آن‌ها ندارد اما باید همراه با روند تطبیق جنسیت تحت روان‌درمانی هم قرار گیرد.

## دریافت هورمون
هورمون‌درمانی باعث ایجاد بسیاری از صفات ثانویه جنسی مورد انتظار در افراد تراجنسیتی می‌شود. با این حال بسیاری از خصوصیات جنسی با هورمون‌درمانی قابل تغییر نیستند. به عنوان مثال، هورمو‌ن‌درمانی می تواند باعث رشد پستان برای زنان ترنس شود اما نمی‌تواند پستان را برای مردان ترانس از بین ببرد.
جایگزینی هورمون می‌تواند باعث رشد موهای صورت در مردان ترنس شود، اما نمی‌تواند موهای صورت زنان ترنس را به‌کلی از بین ببرد. با این حال، هورمون‌درمانی در ایجاد صفات ثانویه کاربرد دارد.
صفاتی که به‌ راحتی برگشت پذیر هستند با قطع درمان هورمونی باز می‌گردند.(قبل از جراحی) با این وجود برخی تغییرات ناشی از دریافت هورمون در مردان ترنس ممکن است در عرض چند هفته تقریباً برگشت ناپذیر شوند در حالی که زنان ترنس مجبورند ماه‌ها هورمون مصرف کنند تا تغییرات غیرقابل بازگشت حاصل شود.
همانند تمام مداخلات پزشکی، جایگزینی هورمون نیز خطراتی را همراه دارد، به ویژه در دوزهای بالای مصرف. بنابراین  توصیه می شود که هر نوع مصرف هورمون یا تغییر الگو مصرف باید تحت نظارت پزشک باشد. زیرا شروع، توقف یا حتی تغییر میزان دوز می‌تواند تهدیدی برای سلامتی جسمی و روانی فرد باشد.

## جراحی تطبیق و بازتایید جنسیت
جراحی تطبیق و بازتایید جنسیت یک فعالیت پزشکی برای انطباق اندام مناسب به جنسیت یک فرد ترنس با هویت جنسیتی اش است. این اصطلاح شامل هرگونه عمل جراحی است که بدن مردانه را به بدنی زنانه تغییر می‌دهد یا بالعکس. 

### جراحی بازسازی قفسه سینه
برای مردان ترنس، بازسازی قفسه سینه مورد استفاده است و برای زنان ترنس، بزرگ کردن پستان به روش مشابه زنان هم‌سوجنسی، انجام می شود.

## سایر روش‌ها
- جراحی زنانه‌سازی چهره، بازسازی صورت برای زنانه‌تر نشان دادن چهره مردانه است که شامل تغییرات در فک، چانه، پیشانی، خط رویش مو و سایر تغییرات در صورت می‌شود.

- جراحی مردانگی صورت، بازسازی صورت است که برای مردانه نشان دادن چهره زنانه استفاده می‌شود.

- افراد ترنس ممکن است نامزد صوت‌درمانی(صدا آموزی) یا در مواردی جراحی‌ تارهای صوتی باشند، اگرچه ممکن است خطرناک باشد.

## نگاه ادیان و کشورها

### ایران
مراحل تطبیق و بازتایید جنسیت در ایران برخلاف بسیاری از کشورهای اسلامی، برای افرادی که در جلسات مشاوره‌ای قبول شوند با حکم دادگاه خانواده قابل انجام است. با این وجود مدارکی وجود دارد که افراد تراجنسیتی و حتی همجنسگرا، به صورت ناآگاهانه به جراحی تطبیق و بازتایید جنسیت ترغیب می‌شوند.

### ادیان
رابطه دین با افراد تراجنسیتی در مناطق مختلف جهان متفاوت است؛ حتی در یک دین واحد نیز نظرات متفاوتی در این باره وجود دارد. فقه شیعه بنا بر فتوای سید روح‌الله خمینی، رهبر وقت جمهوری اسلامی، انجام این تغییرات را با درنظرگرفتن شرایطی مجاز دانسته است.